# Yatytay
Yatytay es uno de los 30 distritos del departamento de Itapúa en Paraguay, ubicada a aproximadamente 50 km de la Ruta N° 6 que une la ciudad de Encarnación.

## Historia

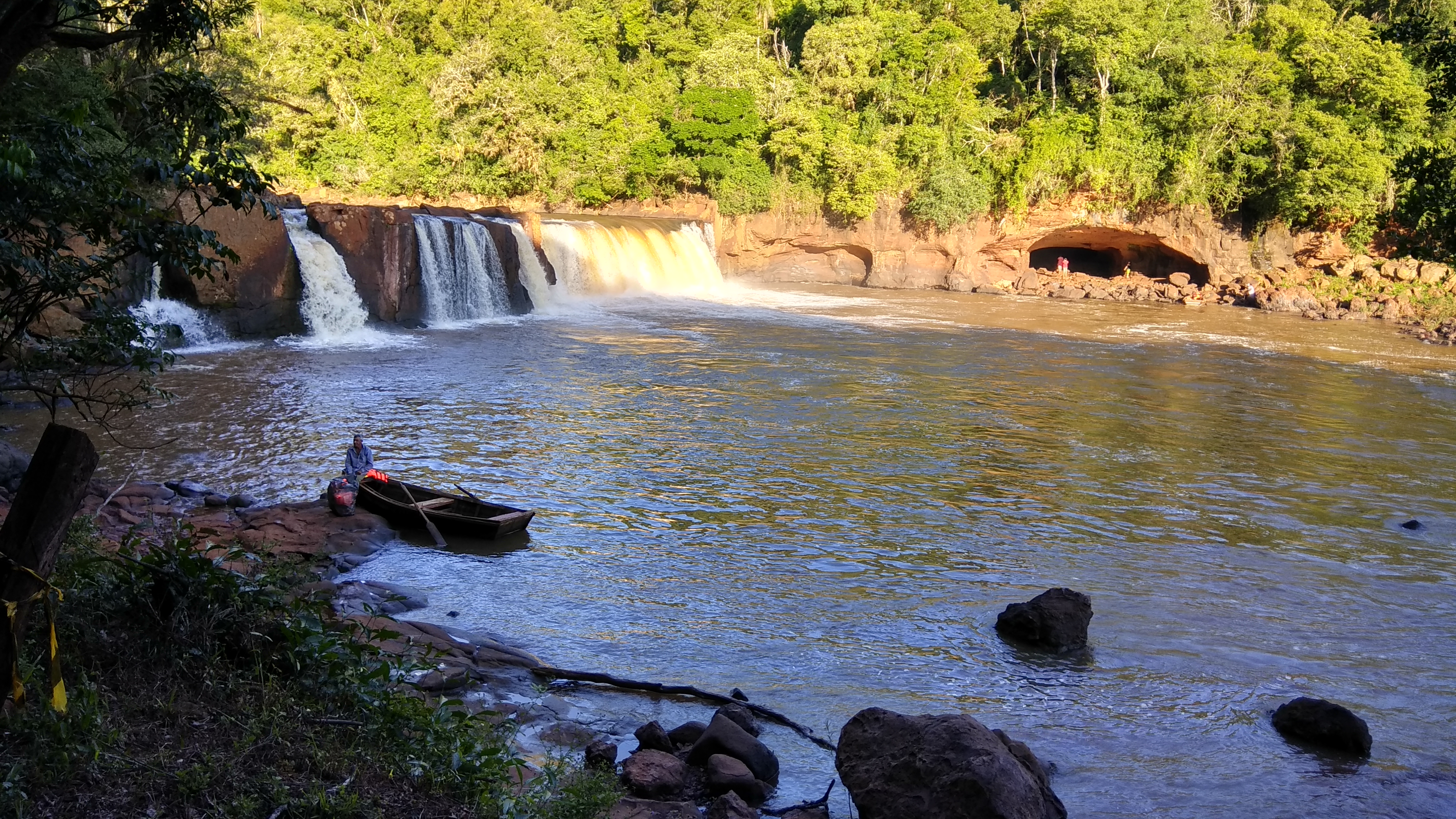
Salto del Tembey.

Yatytay está situada en el nordeste del departamento y fue administrada por una Junta Parroquial, dependiente de la Municipalidad de Domingo Robledo (hoy Natalio). La Junta Parroquial fue creada por Resolución N.º 8 el 30 de junio de 1979.
El lugar presenta una exuberante vegetación, muy rica en maderas de todo tipo, surcado por numerosos y cristalinos arroyos tributarios del Paraná, formando un marco natural muy adecuado para el trabajo, pues la divina providencia (Kpu) fue muy generosa al dotarla con fértiles tierras donde solo faltaba la acción del hombre para producir.
Antes de la colonización propiamente dicha, en la zona se observaban aun los restos de un lamentable despilfarro de los recursos naturales del lugar, se veían hasta no hace mucho tiempo las largas picadas, los carros tirados por mulas, resto de campamento, extrañas maquinarias que conformaban el obraje, que sin reparo alguno desmantelaban nuestra rica selva.
La nueva era de la colonización de la zona que corresponde actualmente a la jurisdicción de Yatytay, comenzó recién en la década del ‘70
La entrada de los primeros colonos agricultores se produjo en el año 1972 con las alforjas cargadas de esperanza y con fe en el porvenir. Aquellas jornadas constituyeron verdaderamente una épica aventura y no están lejanos esos días que aún se mantiene fresca en la memoria. Los centenares de familias que dieron inicio a la obra, observan hoy con optimismo la labor cumplida y avizoran un mañana mejor.
En Yatytay la selva, hostil pero generosa, ya no está. Pero el sacrificio no ha sido en vano porque millares de hectáreas ganadas por la agricultura ameritan hoy un creciente factor de progreso y de evolución económica. La gran producción granera de la zona es un fiel testimonio que se renueva año tras año. El distrito de Yatytay se crea por Ley N.º 1.244 el 10 de agosto de 1987, desafectándose del distrito de Domingo Robledo, actual Natalio.

## Geografía
El distrito de Yatytay se encuentra en la región este del departamento de Itapúa. Limita al norte con Tomás Romero Pereira; al sur con la República Argentina, separado por el Río Paraná; al este con San Rafael del Paraná y al oeste con Natalio. Sus principales cauces hidrográficos son el Paraná, el río Tembey y los arroyos Pa'i Curuzú, km. 5, Morena, Guazu'y, km. 18, km. 26.

## Economía
Los habitantes de este distrito se dedican exclusivamente a la agricultura y ganadería. En la agricultura destacan la soja, maíz, yerba mate, trigo, algodón, mandioca, tung, girasol, etc. En el campo ganadero destaca el sector vacuno, porcino y ovino. También posee un núcleo forestal nacional atendido por funcionarios del Servicio Forestal, ayudado a su vez por miembros del Cuerpo de Paz de los Estados Unidos de América.